# Giacomo Galeazzi
Giacomo Galeazzi (Jesi, 1972) è un giornalista e saggista italiano, vaticanista del quotidiano La Stampa da gennaio 2008.

## Biografia
Giacomo Galeazzi è nato a Jesi e vive a Roma. Dopo aver conseguito col massimo punteggio la maturità classica al liceo classico statale Vittorio Emanuele II di Jesi e la laurea in Scienze politiche all’Università Cattolica del Sacro Cuore di Milano, si è specializzato all’Istituto per la Formazione al Giornalismo (IFG) di Urbino. Studente residente al Collegio universitario Villa Nazareth di Roma, ha lavorato come giornalista in Vaticano al Servizio informazioni delle Chiese Orientali (Sico) e poi si è occupato di informazione religiosa in Rai nei notiziari del mattino del TG1 dal 1997 al 2001. Nel 2001 è diventato redattore alla redazione di Roma del quotidiano La Stampa e dal 2008 ne è diventato il vaticanista. Dal 2016 si occupa del desk inchieste della Stampa. Oltre all'attività giornalistica, cura il blog "Oltretevere".
Per una inchiesta sull’Islam in Italia ha vinto il premio Franco Giustolisi 2016 per il giornalismo d’inchiesta e nel 2017 è stato premiato come giornalista dell’anno per il miglior approfondimento giornalistico al premio State Street Press Awards. Il 2 aprile 2003 ha ricevuto al Quirinale la medaglia d’argento come benemerito della sanità pubblica per l’opera informativa sul Servizio sanitario nazionale e il 17 settembre 2011 è diventato cittadino onorario della città di Osimo nelle Marche per la correttezza nell’attività giornalistica. Nel 2022 ha ricevuto la benemerenza civica dalla città di Jesi.
Dal 2001 ad oggi ha scritto per i principali editori italiani 12 libri tradotti in 15 lingue, tra i quali Papa Francesco. Questa economia uccide. Intervista su capitalismo e giustizia sociale (Piemme 2015) e Il Concilio di Papa Francesco (Elledici 2016). Il 2 giugno 2018 è stato nominato Cavaliere della Repubblica dal Capo dello Stato.

## Opere
- L'Islàm dalla A alla Z. Dizionario di guerra scritto per la pace, Garzanti Editore, di Igor Man, a cura di Giacomo Galeazzi, postfazione di Khaled Fouad Allam, 2001 (ISBN 88-11-68541-9)
- L'ultimo tabù. Storie vere di amori segreti nella chiesa, Cairo, scritto con Maria Corbi, 2006 (ISBN 978-88-6052-092-0)
- Karol e Wanda. Giovanni Paolo II e Wanda Poltawska: storia di un'amicizia durata tutta una vita, Sperling & Kupfer, scritto con Francesco Grignetti, 2010 (ISBN 88-200-4841-8)
- Wojtyla segreto, la prima controinchiesta su Giovanni Paolo II, Chiarelettere, scritto con Ferruccio Pinotti, 2011 (ISBN 978-88-6190-114-8)
- La chiesa che non tace, Biblioteca Universale Rizzoli, scritto con Domenico Mogavero, 2011 (ISBN 978-88-17-05231-3)
- Vaticano massone. Logge, denaro e poteri occulti: il lato segreto della Chiesa di papa Francesco, Edizioni Piemme, scritto con Ferruccio Pinotti, 2013 (ISBN 978-88-566-2298-0)
- Papa Francesco. Questa economia uccide, scritto con Andrea Tornielli, Piemme, 2015 ISBN 978-88-566-4495-1
- Il Concilio di Papa Francesco. La nuova primavera della Chiesa, Elledici, 2016 ISBN 978-88-01-05976-2